# Cathaemacta loxomochla
Cathaemacta loxomochla är en fjärilsart som beskrevs av Turner 1929. Cathaemacta loxomochla ingår i släktet Cathaemacta och familjen mätare. Inga underarter finns listade i Catalogue of Life.